# Nadeja Știrbey
Prințesa Nadeja Bibescu Știrbey (1876-1955) s-a născut la 16 august 1876 la Loschwitz, Saxonia, fiind cea de-a doua fiică a contesei Marie-Henriette-Valentine de Riquet de Caraman-Chimay (1839 - 1914) cu prințul George G. Bibescu (1834 - 1902). Sora sa, Marcela, se născuse în 1873, iar în 1880 se va naște fratele George-Valentin Bibescu.
Prin tată era nepoata domnitorului Țării Românești, Gheorghe Bibescu (1802/1804 - 1873; ani de domnie 1842 - 1848). În 1895 la Geneva s-a căsătorit cu vărul ei de gradul al II-lea, prințul Barbu A. Știrbey (1872-1946), cu care a avut patru fiice: Maria (1896-1990), Nadejda (1897-1994), Eliza (1898 - 1987) și Ecaterina (1902 - 1946).
Născută și crescută în Germania, Nadeja Bibescu Știrbey era cunoscătoare a limbilor germană (în care a compus poeziile, poveștile și piesele de teatru), franceză (în care coresponda cu mama și soțul său) și engleză (adeseori Regina Maria i se adresa într-un amestec de engleză-germană). Cea mai mare parte a scrierilor ei nu au văzut lumina tiparului, cu excepția unor poezii traduse de poetul și doctorul Vasile Voiculescu, istoricul Nicolae Iorga și poetul George Topîrceanu.